# La Guamuchilera, Guasave
La Guamuchilera är en ort i Mexiko.   Den ligger i kommunen Guasave och delstaten Sinaloa, i den västra delen av landet, 1 200 km nordväst om huvudstaden Mexico City. La Guamuchilera ligger 18 meter över havet och antalet invånare är 343.
Terrängen runt La Guamuchilera är mycket platt. Runt La Guamuchilera är det ganska tätbefolkat, med 100 invånare per kvadratkilometer. Närmaste större samhälle är Guasave, 8,4 km norr om La Guamuchilera. Trakten runt La Guamuchilera består till största delen av jordbruksmark.